# Puchar Polski (województwo mazowieckie) w piłce nożnej mężczyzn (2021/2022)
W sezonie 2021/2022 Puchar Polski na szczeblu regionalnym w województwie mazowieckim składał się z 4 rund, w których brali udział przedstawiciele III ligi z województwa mazowieckiego oraz 5 zwycięzców rozgrywek okręgowych: KS CK Troszyn (OPP Ciechanów-Ostrołęka), Wisła II Płock (OPP Płock), Oskar Przysucha (OPP Radom), Mazovia Mińsk Mazowiecki (OPP Siedlce) oraz Ząbkovia Ząbki (OPP Warszawa). Rozgrywki miały na celu wyłonienie zdobywcy Regionalnego Pucharu Polski w województwie mazowieckim i uczestnictwo na szczeblu centralnym Pucharu Polski w sezonie 2022/2023.

## Uczestnicy
| III liga | IV liga |
| --- | --- |
| - Błonianka Błonie - Broń Radom - Legia II Warszawa - Legionovia Legionowo - Pilica Białobrzegi - Polonia Warszawa - Świt Nowy Dwór Mazowiecki - Ursus Warszawa | - KS CK Troszyn - OPP Ciechanów-Ostrołęka - Wisła II Płock - OPP Płock - Oskar Przysucha - OPP Radom - Mazovia Mińsk Mazowiecki - OPP Siedlce - Ząbkovia Ząbki - OPP Warszawa |

## 1/8 finału
Pary 1/8 finału, podobnie jak następnych rund, rozlosowano 15 lutego 2022 roku, natomiast mecze rozegrano 29 i 30 marca tegoż roku. KS CK Troszyn, Legionovia Legionowo i Pilica Białobrzegi otrzymały wolny los i automatycznie awansowały do 1/4 finału.
| 29 marca 2022 | Mazovia Mińsk Mazowiecki | 1:2   | Legia II Warszawa           |  |
| 16:30         | 20' Ihor Krasznewśkyj    | (1:1) | 8', 72' Dawid Dzięgielewski |  |

| 30 marca 2022 | Błonianka Błonie     | 1:2   | Świt Nowy Dwór Mazowiecki                    |  |
| 16:00         | 75' Rafał Włodarczyk | (0:0) | 66' Arkadiusz Gajewski · 90' Hubert Michalik |  |

| 30 marca 2022 | Oskar Przysucha                                 | 2:1   | Ursus Warszawa      |  |
| 16:00         | 21' Przemysław Śliwiński · 43' Przemysław Nogaj | (2:0) | 58' Paweł Tarnowski |  |

| 30 marca 2022 | Wisła II Płock                                    | 3:1   | Ząbkovia Ząbki         |  |
| 16:30         | 65', 84' Jakub Paciorek · 68' Mateusz Lewandowski | (0:0) | 90' Dominik Paradowski |  |

| 30 marca 2022 | Polonia Warszawa                           | 2:1   | Broń Radom       |  |
| 18:30         | 43' Damian Mosiejko · 90' Wojciech Fadecki | (1:1) | 3' Michał Kielak |  |

## 1/4 finału
Pary ćwierćfinałowe rozlosowano 15 lutego 2022 roku, natomiast mecze rozegrano 20 kwietnia tegoż roku.
| 20 kwietnia 2022 | Wisła II Płock | 0:2   | Pilica Białobrzegi                          |  |
| 17:00            |                | (0:1) | 13' Bartosz Zawadzki · 65' Kacper Pankowski |  |

| 20 kwietnia 2022 | Świt Nowy Dwór Mazowiecki | 1:2   | Legia II Warszawa                        |  |
| 17:00            | 33' Jewhen Radionow       | (1:1) | 25' Igor Strzałek · 60' Karol Noiszewski |  |

| 20 kwietnia 2022 | Oskar Przysucha | 5:7 (pd.) | Legionovia Legionowo                                                                                  |  |
| 17:00            | 8' Przemysław Śliwiński · 67' Piotr Kornacki · 90' Patryk Czarnota · 105' Mariusz Moskwa · 111' (sam.) Konrad Budek | (1:1)     | 18' Piotr Sonnerberg · 75', 109' Dawid Papazjan · 90', 98', 104' Bartosz Mroczek · 119' Mikołaj Gibas |  |

| 20 kwietnia 2022 | KS CK Troszyn       | 1:4   | Polonia Warszawa                                                 |  |
| 17:00            | 90' Kacper Matusiak | (0:3) | 23', 44' Szymon Lewicki · 27' Rafał Parobczyk · 59' Szymon Jaros |  |

## 1/2 finału
Pary półfinałowe rozlosowano 15 lutego 2022 roku, natomiast mecze rozegrano 4 i 18 maja tegoż roku.
| 4 maja 2022 | Legionovia Legionowo                     | 2:1 (pd.) | Polonia Warszawa  |  |
| 17:00       | 90' Dawid Papazjan · 99' Sebastian Gołąb | (0:0)     | 49' Patryk Paczuk |  |

| 18 maja 2022 | Pilica Białobrzegi                          | 2:2 k. 2:4    | Legia II Warszawa                            |  |
| 17:30        | 87' Bartosz Zawadzki · 120' Marcin Bykowski | (0:0, k. 2:4) | 90' Ramil Mustafajew · 93' Jakub Kwiatkowski |  |

## Finał
Finał pierwotnie miał zostać rozegrany 8 czerwca 2022 roku na stadionie Hutnika Warszawa. Ostatecznie jednak mecz odbył się tydzień później. W nim Legia II Warszawa pokonała Legionovię Legionowo 1:0, dzięki czemu wygrała Regionalny Puchar Polski w wojewódzkie mazowieckim i awansowała na szczebel centralny Pucharu Polski na sezon 2022/23.
| 15 czerwca 2022 | Legia II Warszawa   | 1:0   | Legionovia Legionowo |                          |
| 17:00           | 61' Wiktor Kamiński | (0:0) |                      | Stadion Hutnika Warszawa |